# Salinas del Manzano
Salinas del Manzano ist ein Bergdorf und eine Gemeinde (municipio) mit nur noch 75 Einwohnern (Stand: 2024) in der Provinz Cuenca in der Autonomen Gemeinschaft Kastilien-La Mancha in Spanien.

## Lage und Klima
Salinas del Manzano liegt im Quellgebiet mehrerer in den Río Henarrubia mündender Bergbäche in den östlichen Ausläufern der Serranía de Cuenca, südlich der Montes Universales, ganz in der Nähe der Grenze zu den Provinzen Valencia und Teruel. Nach Cuenca beträgt die Entfernung 82 km, nach Teruel sind es 67 km. Wegen der Höhenlage ist das Klima gemäßigt bis kühl; Regen fällt vergleichsweise oft und reichlich.

## Bevölkerungsentwicklung
| Jahr      | 1857 | 1900 | 1950 | 2000 | 2021 |
| Einwohner | 421  | 461  | 457  | 118  | 74   |

Die Mechanisierung der Landwirtschaft und die Aufgabe bäuerlicher Kleinbetriebe („Höfesterben“) haben seit der zweiten Hälfte des 20. Jahrhunderts zur Arbeitslosigkeit und Abwanderung der meisten Einwohner geführt („Landflucht“).

## Wirtschaft
In früheren Zeiten lebten die Einwohner als Selbstversorger von der Landwirtschaft (Ackerbau und Viehzucht); darüber hinaus gab es in der Nähe des Ortes salzhaltige Quellen, durch die Salz hergestellt werden konnte – ein im Mittelalter im Binnenland begehrtes und teures Produkt. Die allgemeine Situation verbesserte sich erst nach dem Bau von Straßen nach Cuenca und Teruel. Ab den 1970er Jahren kam der innerspanische Tourismus in Form der Vermietung von Ferienhäusern (casas rurales) als Einnahmequelle hinzu.

## Geschichte
Daten zur Geschichte des Bergortes sind spärlich. Prähistorische, iberische, römische und selbst maurische Spuren fehlen weitgehend, doch weiß man, dass bereits die Römer die salzhaltigen Quellen ausgebeutet haben. Wahrscheinlich steht die Gründung des Ortes im Zusammenhang mit der seit dem ausgehenden 12. Jahrhundert verfolgten Politik der (Wieder-)Besiedlung der Region mit Christen aus dem Norden und dem Süden der Iberischen Halbinsel. Die erste schriftliche Erwähnung des Ortes stammt aus dem Jahr 1388.

## Sehenswürdigkeiten
- Von der ehemaligen Salzgewinnungsanlage ist nichts mehr zu sehen.
- Die Iglesia de San José besitzt einen dreigeteilten barocken Glockengiebel (espadaña) über der portal- und schmucklosen Westfassade.
- Die Ermita de San Roque steht etwas außerhalb des Ortes. Ihr Glockengiebel beinhaltet zwei übereinander angeordnete Glocken.

Umgebung
- Ca. 2 km südwestlich liegt die aus Bruchsteinmauerwerk bestehende Ruine des in christlicher Zeit erbauten Castillo de las Malenas oder Castillo de la Magdalena.[5]